# AWC G2
AWC G2 là súng bắn tỉa có thiết kế bullpup được thiết kế bởi hai người chuyên thiết kế súng của Hoa Kỳ được sản xuất từ đầu những năm 1990.

## Lịch sử
Lynn McWilliams người sở hữu AWC Systems Technologies đã chọn thiết kế của M14/M1A để phát triển thành dòng súng bắn tỉa có thiết kế bullpup G2 Compact. McWilliams là người làm việc chung với Lynn McWilliams, ông là người sáng lập ra McMillan Rifle Stock để thiết kế và chế tạo các loại súng có thiết kế bullpup cho AWC System Technologies.
Với độ chính xác trong khoảng 1 MOA, G2 đã được thí nghiệm nhiều lần bởi chính phủ Hoa Kỳ và nhiều nước khác để tiến hành hồi sinh thiết kế đã từng rất thành công của M14. G2 co một số biến thể nhưng chủ yếu là xung quanh việc nâng cấp trọng lượng nòng, tầm bắn, các loại ống nhắm có thể gắn vào, bộ phận chống chớp sáng và thêm khả năng bắn bán tự động cũng như tự động.
Mẫu thiết kế cuối cùng của dòng vũ khí này là G2A+ đã được sản xuất và thử nghiệm tại trường bắn súng Fort Bragg. Các súng này được tang bị nòng nặng Krieger không rỉ và loại ống ngắm đã được Lynn McWilliams thiết kế lần cuối. Nơi gắn và điều chỉnh ống nhắm cũng rất quan trọng vì nó sẽ làm tăng hiệu quả của ống nhắm.

## Sản xuất
AWC G2 được sản xuất với số lượng rất ít cả trong Hoa Kỳ lẫn để xuất khẩu. Ít hơn 100 khẩu phiên bản bán tự động được sản xuất với 4 màu khác nhau (đen, trắng, xanh lá và sọc xám) và được tin là chỉ có một khẩu trong phiên bản tự động được sản xuất với màu đen.

## Biến thể
Phiên bản G2A khác với G2 ở chỗ nó có một nòng nặng hơn và có một hệ thống thanh răng dùng để gắn ống nhắm mới. Phiên bản cuối cùng là G2+ cũng được chế tạo nó giống như G2A nhưng được nâng cấp hệ thống để cấu trúc của súng liên kết với nhau tạo độ cân bằng tốt hơn. Phiên bản G2FA là phiên bản tự động của G2.